# Чачів
Чачів (пол. Czaczów) — лемківське село на Закерзонні, в Польщі, у гміні Лабова Новосондецького повіту Малопольського воєводства.
Населення — 533 особи (2011).

## Розташування
Знаходиться в Низьких Бескидах.

## Історія
В 1600 році Чачів відповідно до угоди в переліку 25 гірських сіл перейшов від князів Острозьких до князів Любомирських.
З листопада 1918 по січень 1920 село входило до складу Лемківської Республіки. На 1936 р. в селі було 79 греко-католиків парафії Матієва Мушинського деканату; метричні книги велися з 1756 року.
У 1939 році в селі проживало 450 мешканців (20 україномовних українців, 60 польськомовних українців і 370 поляків).
Після Другої світової війни Лемківщина, попри сподівання лемків на входження в УРСР, була віддана Польщі, а корінне українське населення примусово-добровільно вивозилося в СРСР. Згодом, у період між 1945 і 1947 роками, в цьому районі тривала боротьба між підрозділами УПА та радянським військами. Ті, хто вижив, 1947 року під час Операції Вісла були ув'язнені в концтаборі Явожно або депортовані на понімецькі землі Польщі, натомість заселено поляків.
У 1975—1998 роках село належало до Новосондецького воєводства.

## Демографія
Демографічна структура станом на 31 березня 2011 року:
|          | Загалом | Допрацездатний вік | Працездатний вік | Постпрацездатний вік |
| -------- | ------- | ------------------ | ---------------- | -------------------- |
| Чоловіки | 278     | 76                 | 183              | 19                   |
| Жінки    | 255     | 67                 | 150              | 38                   |
| Разом    | 533     | 143                | 333              | 57                   |